# Gus Solomons
Gus Solomons (né le 27 août 1938 à Cambridge au Massachusetts et mort le 11 août 2023 à Manhattan) est un danseur, chorégraphe, critique de danse et acteur américain.

## Danseur
Gustave Martinez Solomons, Jr. est né à Cambridge (Massachusetts) le 27 août 1938. Il a commencé à danser alors qu'il étudiait au Massachusetts Institute of Technology (MIT) . Il faisait partie d'une compagnie locale, Dance Makers, au sein de laquelle il a commencé la chorégraphie de soli expérimentaux. Un an après l'obtention de son diplôme d'architecte, il déménage à New York, très désireux « de se produire et de créer des danses. »  En 1962, il travaille dans un studio new-yorkais aux côtés d'autre chorégraphes expérimentaux, désirant trouver de nouvelles formes chorégraphiques, des façons de danser différentes de celles de nos aînés. Bien qu'intéressé par la déconstruction des formes et structures de la danse, Solomons est passionné par l'aspect technique de la danse. Il s'est produit au sein des compagnies de Pearl Lang, Donald McKayle (en), Joyce Trisler, Paul Sanasardo (en) et Martha Graham.
Néanmoins, sa collaboration la plus importante fut celle qu'il entreprit, de 1965 à 1968, avec la compagnie de Merce Cunningham.
Il meurt à Manhattan le 11 août 2023 à l'âge de 84 ans.